# Brava
Brava je mehanička ili elektronska naprava koja služi za zaključavanje vrata i koja se otključava fizičkim objektom (kao što su ključ, kartica, otisak prsta, sigurnosni token), unošenjem tajne informacije (šifre, pina) i sl. Postoje i prenosive brave koje se nazivaju katanci.

## Povijest

### Antika
Najstarije poznate brave pronađene su u ruševinama Ninive, glavnog grada Asirije. Brave slične ovoj su kasnije razvijene u egipatsku drvenu bravu, koja se sastojala od reze, vrata i ključa. Kada se ključ ubaci, igle u vratima su se pomicale i dozvoljavale vratima da se otvore. Kada bi se ključ izvadio, igle su se vraćale na svoje mjesto u rezu i spriječavale otvaranje.

### Moderne brave
Moderne brave i unaprijeđene antičke brave počele su se razvijati od 18. stoljeća. Brava prevrtača izmišljena je u Europi, a unaprijedio ju je Robert Barom, koji je izmislio duplu prevrtaču. Vafel prevrtaču je patentirao 1868. P. S. Felter u SAD-u. Disk bravu je izumio finski mehaničar Emil Henrikson 1907. godine.

## Galerija
- Ključ i brava.
- Brava gradske vijećnice u Bergenu.
- Brončana brava u obliku škorpiona iz Nalande, Indija, 10. stoljeće.
- Grb Vatikana s ključevima.